# 316 Goberta
A 316 Goberta a Naprendszer kisbolygóövében található aszteroida. Auguste Charlois fedezte fel 1891. szeptember 8-án.